# استيلاء إيران على سفينة إم إس سي أريز

مضيق هرمز مكان الاحتجاز

في 13 أبريل 2024، سيطرت إيران على سفينة الحاويات إم إس سي أريز المملوكة لشركة جورتال للشحن والمؤجرة لشركة البحر الأبيض المتوسط للملاحة (MSC). وقالت الشركة إن شركة جورتال للشحن تابعة لشركة زودياك البحرية، المملوكة جزئيا لرجل الأعمال الإسرائيلي إيال عوفر. وصعدت قوات كوماندوز إيرانية على متن السفينة في مضيق هرمز في المياه الدولية قبالة سواحل الإمارات. وتم نقله بعد ذلك إلى إيران. وفي أعقاب الحادث، دعت إسرائيل الاتحاد الأوروبي إلى فرض عقوبات على الحرس الثوري الإيراني .

## خلفية
وقع هذا الحدث خلال التصعيد بين إيران وإسرائيل بعدما قامت إسرائيل بقصف المبنى الملحق بالقنصلية الإيرانية المجاور للسفارة الإيرانية في دمشق، سوريا، مما أسفر عن مقتل 16 شخصًا، من بينهم قائد كبير في فيلق القدس التابع لحرس الثورة الإسلامية العميد محمد رضا زاهدي وستة ضباط آخرين في حرس الثورة الإسلامية.

## الأحداث
في صباح يوم 13 أبريل 2024، صعد قوات كوماندوز لحرس الثورة الإسلامية على متن سفينة إم إس سي أريز وسيطر عليها عبر مروحية. ذكرت وكالة الأنباء الرسمية الإيرانية (إرنا) أنّ السفينة ترفع العلم البرتغالي وتديرها شركة زودياك التي يملكها الرأسمالي الإسرائيلي إيال عوفر. ذكرت وكالة أسوشيتد برس أن آخر موقع تم تحديده للسفينة كان قبالة دبي متجهة نحو مضيق هرمز. وأوضحت أن السفينة كانت قد أوقفت بيانات التتبع الخاصة بها.

## ردود أفعال
وصف وزير الخارجية الإسرائيلي العمل الإيراني بأنه عمل من أعمال القرصنة الدولية، انسجاما مع القوانين الدولية المتعلقة بالبحر. وبعد ذلك، أخذ الجيش الإيراني السفينة وطاقمها إلى المياه الإيرانية. وعقب الحادث، دعا وزير الخارجية الإسرائيلي الاتحاد الأوروبي إلى فرض عقوبات على الحرس الثوري الإيراني. 
في أعقاب الهجوم، قام جو بايدن بتقصير إجازته وعاد إلى البيت الأبيض لإجراء "مشاورات أمنية"، واتصل وزير الدفاع لويد أوستن بوزير الدفاع الإسرائيلي يوآف جالانت، وقال إن إسرائيل يمكنها الاعتماد على الولايات المتحدة.